# Kalundborg Fjord
Kalundborg Fjord är en vik i Danmark.   Den ligger i Region Själland, i den sydöstra delen av landet, 100 km väster om Köpenhamn.
Fjorden ligger mellan halvöarna Røsnæs och Asnæs. I botten på fjorden ligger staden Kalundborg.